# Roger Williamson
Roger Williamson, född 4 februari 1949 i Ashby-de-la-Zouch i Leicestershire, död 29 juli 1973 i Zandvoort i Nederländerna, var en brittisk racerförare.

## Racingkarriär
Williamson debuterade i formel 1 för March i Storbritanniens Grand Prix 1973, där han var med i en seriekrock och fick bryta. Han kraschade och omkom under  Nederländernas Grand Prix 1973, vilket var i hans andra F1-lopp efter att hans bil fått en plötslig punktering varav den voltade och fattade eld.

## F1-karriär
| Säsong | Stall/Tillverkare | Poäng | Placering |
| ------ | ----------------- | ----- | --------- |
| 1973   | March-Ford        | 0     | –         |